# Marta Ejarque Guillamat
Marta Ejarque Guillamat (Terrassa, Vallès Occidental, 7 de juny del 1986) és una periodista i ha estat jugadora d'hoquei sobre herba.
Es formà al Club Egara en la posició de defensa. Amb el club terrassenc aconseguí l'ascens a la Divisió d'Honor femenina el 2007. Internacional amb la selecció espanyola, participà als Campionats d'Europa de 2005 i 2007, i a la Copa del Món de 2006. Hi competí als Jocs Olímpics de Pequín 2008, finalitzant en setena posició. Entre d'altres distincions, l'Ajuntament de Terrassa va concedir-li la Medalla de la Ciutat al Mèrit Esportiu el 2009.